# Timothée Chalamet
Timothée Hal Chalamet, född 27 december 1995 i Hell's Kitchen i New York, är en amerikansk skådespelare.

## Biografi
Chalamet föddes i Hell's Kitchen i New York. Hans föräldrar är Nicole Flender och Marc Chalamet. Han har en äldre syster, Pauline, som arbetar som skådespelerska i Paris. Hans mor är amerikanska, av ryskt-judiskt och österrikiskt-judiskt påbrå medan hans far är fransman. Han studerade skådespel på Fiorello H. LaGuardia High School och deltog i deras produktioner av musikalerna Cabaret och Sweet Charity. Efter att ha tagit studenten år 2013, studerade han på Columbia University i över ett år, innan han bytte till New York University för att kunna fokusera på sin skådespelarkarriär.

## Karriär
Chalamet inledde sin karriär genom att medverka i två korta filmer och några teaterproduktioner utanför Broadway. Hans första betydande roll var som vicepresidentens son i succéserien Homeland. År 2014 spelade han rollen som Tom Cooper i Christopher Nolans Interstellar. 

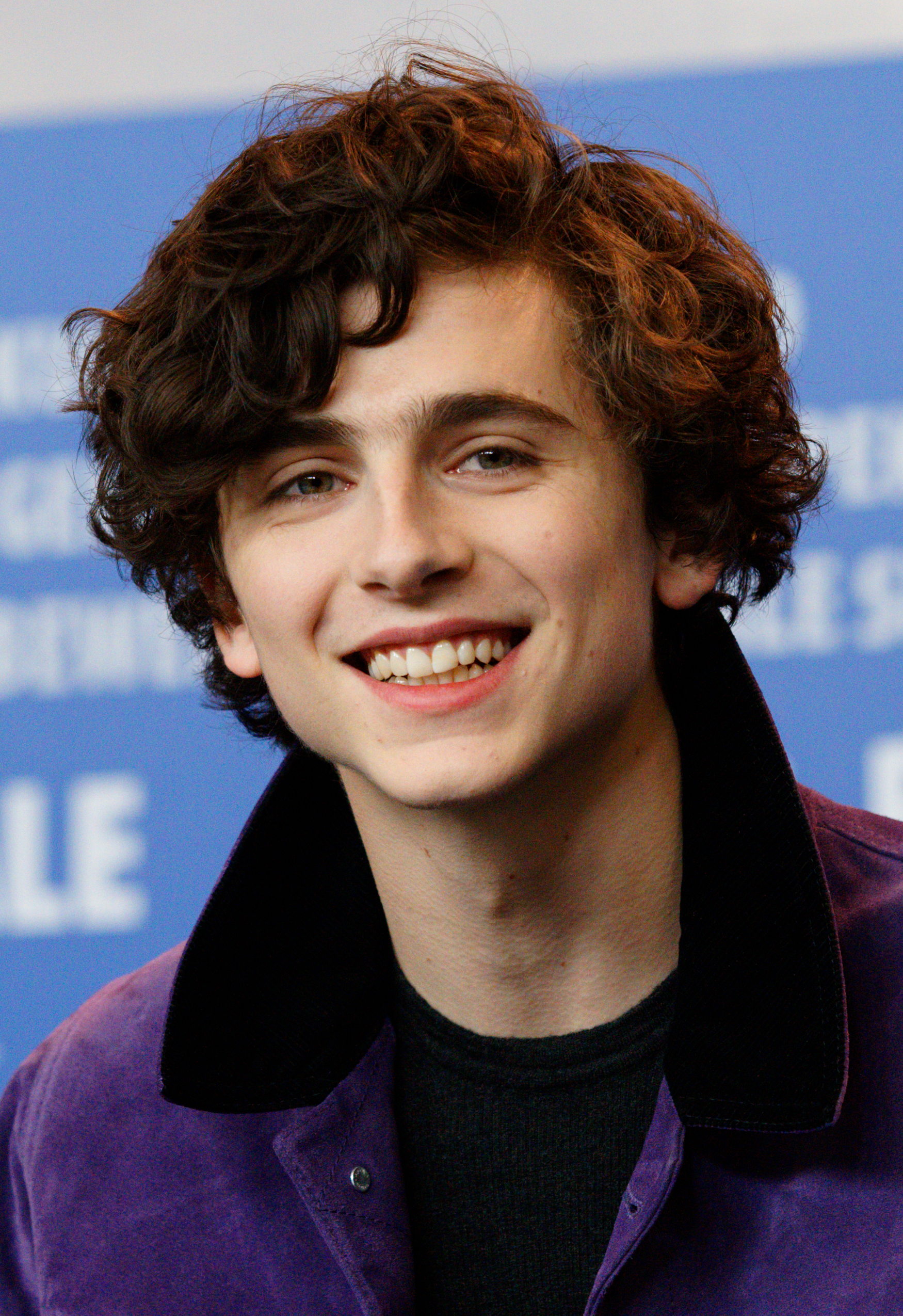
Timothée Chalamet vid Filmfestivalen i Berlin 2017.

Chalamets stora genombrott kom år 2017 i rollen som Elio Perlman i långfilmen Call Me by Your Name, för vilken han fick en Oscarsnominering för bästa manliga huvudroll. Han var då som 22-åring den yngsta skådespelaren att nomineras för en Oscar i den kategorin, sedan 1939. För samma roll blev han även nominerad för en Golden Globe för bästa manliga huvudroll 2018. Han blev ännu en gång nominerad för en Golden Globe 2019, då för bästa manliga biroll, för sin roll som Nicholas Sheff i Beautiful Boy. År 2024 medverkade han i den biografiska filmen A Complete Unknown där han gestaltade Bob Dylan. Chalamet fick god kritik för rollen och nominerades för andra gången till en Oscar för bästa manliga huvudroll.

## Privatliv
Chalamet har tidigare varit i ett förhållande med Madonnas dotter, Lourdes Leon. Han var 2018–2020 tillsammans med Lily-Rose Depp. Sedan 2023 har Chalamet varit i en relation med Kylie Jenner.

## Filmografi i urval
| År   | Titel                   | Roll                       |
| ---- | ----------------------- | -------------------------- |
| 2012 | Homeland (Tv-serie)     | Finn Walden                |
| 2014 | Men, Women & Children   | Danny Vance                |
| 2014 | Interstellar            | Unga Tom Cooper            |
| 2014 | Worst Friends           | Unga Sam                   |
| 2015 | One and Two             | Zac                        |
| 2015 | The Adderall Diaries    | Unga Stephen Elliott       |
| 2015 | Love The Coopers        | Charlie Cooper             |
| 2016 | Miss Stevens            | Billy Mitman               |
| 2017 | Call Me by Your Name    | Elio Perlman               |
| 2017 | Hot Summer Nights       | Daniel Middleton           |
| 2017 | Lady Bird               | Kyle Scheible              |
| 2017 | Hostiles                | Pvt. Philippe DeJardin     |
| 2018 | Beautiful Boy           | Nicholas ”Nic” Sheff       |
| 2019 | A Rainy Day in New York | Gatsby Welles              |
| 2019 | The King                | Kung Henry ”Hal” V         |
| 2019 | Unga kvinnor            | Theodore ”Laurie” Laurence |
| 2021 | The French Dispatch     | Zeffirelli                 |
| 2021 | Dune                    | Paul Atreides              |
| 2021 | Don't Look Up           | Quentin                    |
| 2022 | Bones & All             | Lee                        |
| 2023 | Wonka                   | Willy Wonka                |
| 2024 | Dune: Part Two          | Paul Atreides              |
| 2024 | A Complete Unknown      | Bob Dylan                  |